# بوب جونز سينيور
بوب جونز سينيور (بالإنجليزية: Bob Jones) هو مدير أكاديمي ومقدم برامج إذاعية أمريكي، ولد في 30 أكتوبر 1883 في مقاطعة دال في الولايات المتحدة، وتوفي في 16 يناير 1968 في غرينفيل في الولايات المتحدة.